# اوچان

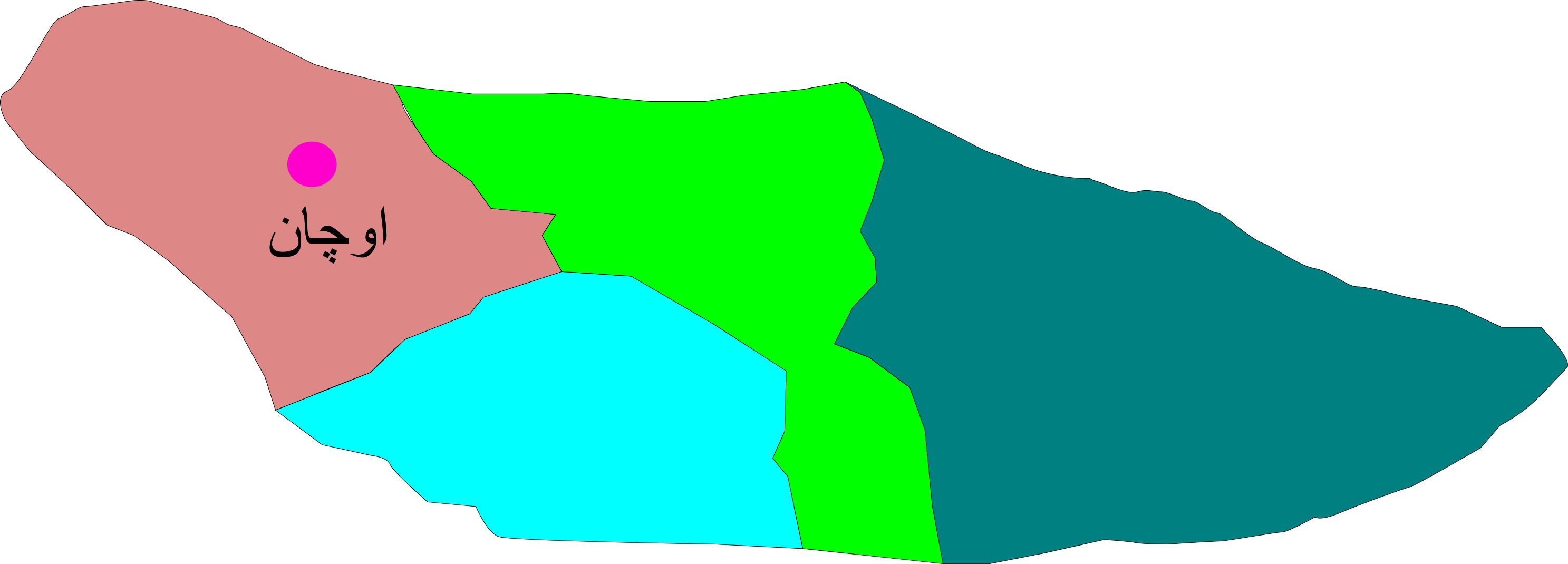
محل قرارگیری اوچان در شهرستان طالقان

اوچان روستایی است از توابع بخش مرکزی شهرستان طالقان در استان البرز ایران.
این روستا در دهستان دهستان پایین‌طالقان و در نزدیکی روستای میر و کلارود واقع شده است.

## جمعیت
این روستا در دهستان پایین‌طالقان قرار داشته و براساس سرشماری سال ۱۳۸۵جمعیت آن ۶۰نفر (۲۷خانوار) بوده است.

## زبان
در اوچان مردم به زبان تاتی صحبت می‌کنند.